# Норми видачі товарів в одні руки
Но́рми ви́дачі това́рів в одні́ ру́ки — система розподілу продовольства і товарів першої необхідності, яка є альтернативою картковій системі. Система Норм видачі товарів в одні руки замінила, наприклад, карткову систему в СРСР у 1947 р. За цими нормами видачі одна людина могла придбати 2 кг хліба, 1 кг вермішелі, 1 кг м'яса і м'ясопродуктів, 6 м тканини, по 1 парі взуття, 1 шматок господарського мила, 2 коробки сірників і 2 л гасу.
Пізніше, у 1960-х роках так звана хрущовська сільськогосподарська доктрина призвела до зменшення виробництва пшеничного хліба в державі і відповідно тимчасового введення норм видахі хліба в одні руки (в різних регіонах — 1-2 буханки на людину).